# Sprechgesang
Lo Sprechgesang (AFI: [ˈʃpʀɛçɡəˌzaŋ]), traducibile in "canto parlato", è uno stile particolare di canto affermatosi con le composizioni di Arnold Schönberg, a loro volta maturate all'interno dell'espressionismo tedesco. Una delle composizioni più importanti in cui questo stile di canto è usato regolarmente è il Pierrot Lunaire.

## Definizione
Schönberg definisce così la tecnica dello Sprechgesang:
(Dalla premessa alla partitura del Pierrot Lunaire)